# Kalvån
Kalvån är ett biflöde till Ätran som rinner ut i denna strax söder om Östra Frölunda. Den kallas även Lillån. Ån har Kalvsjön som källa. Avbördar därmed även Fegen.
Vattendraget har en längd på 14 km från Kalvsjön.